# Họ Sẻ thông
Họ Sẻ thông (danh pháp khoa học: Fringillidae) là một họ chim gồm các loài có kích thước nhỏ đến trung bình trong bộ Sẻ (Passeriformes). Các loài có mỏ hình nón phình nhằm thích nghi với việc ăn hạt và quả hạch, và thường có bộ lông sặc sỡ. Chúng sống ổn định và không di trú trong nhiều môi trường khác nhau. Chúng có phân bố trên toàn thế giới ngoại trừ Úc và các vùng cực. Họ này chứa hơn 200 loài, chia thành 50 chi.

## Phân loại học
Họ này chia ra thành phân họ và tông như sau:
- Fringillinae: 1 chi, 4 loài (Fringilla).
- Euphoniinae. 3 chi, 32 loài. Trước đây xếp trong họ Thraupidae.
  - Cyanophonia: 3 loài.
  - Chlorophonia: 5 loài.
  - Euphonia: 24 loài.
- Carduelinae: 47 chi, 190 loài.
  - Coccothraustini: 4 chi, 9 loài.
    - Mycerobas: 4 loài.
    - Hesperiphona: 2 loài.
    - Coccothraustes: 1 loài (Coccothraustes coccothraustes).
    - Eophona: 2 loài.

  - Pyrrhulini: 9 chi, 22 loài.
    - Pinicola: 1 loài (Pinicola enucleator).
    - Pyrrhula: 7 loài.
    - Bucanetes: 2 loài.
    - Rhodopechys: 2 loài.
    - Agraphospiza: 1 loài (Agraphospiza rubescens).
    - Callacanthis: 1 loài (Callacanthis burtoni).
    - Pyrrhoplectes: 1 loài (Pyrrhoplectes epauletta).
    - Procarduelis: 1 loài (Procarduelis nipalensis).
    - Leucosticte: 6 loài.

  - Carpodacini: 1 chi, 27 loài (Carpodacus).
  - Drepanidini: 17 chi, 39 loài.
    - Melamprosops: 1 loài (Melamprosops phaeosoma).
    - Oreomystis: 1 loài (Oreomystis bairdi).
    - Paroreomyza: 3 loài.
    - Telespiza: 2 loài.
    - Loxioides: 1 loài (Loxioides bailleui).
    - Chloridops: 1 loài (Chloridops kona).
    - Rhodacanthis: 2 loài.
    - Ciridops: 1 loài (Ciridops anna).
    - Drepanis: 6 loài.
    - Viridonia: 1 loài (Viridonia sagittirostris).
    - Magumma: 1 loài (Magumma parva).
    - Chlorodrepanis: 3 loài.
    - Loxops: 5 loài.
    - Psittirostra: 1 loài (Psittirostra psittacea).
    - Dysmorodrepanis: 1 loài (Dysmorodrepanis munroi).
    - Pseudonestor: 1 loài (Pseudonestor xanthophrys).
    - Hemignathus: 8 loài.

  - Carduelini: 16 chi, 93 loài.
    - Haemorhous: 3 loài.
    - Rhodospiza: 1 loài (Rhodospiza obsoleta).
    - Rhynchostruthus: 3 loài.
    - Chloris: 5 loài.
    - Linurgus: 1 loài (Linurgus olivaceus).
    - Crithagra: 37 loài.
    - Linaria: 4 loài.
    - Acanthis: 1 loài (Acanthis flammea).
    - Loxia: 5 loài.
    - Chrysocorythus: 1 loài (Chrysocorythus estherae).
    - Carduelis: 3 loài.
    - Serinus: 8 loài.
    - Chionomitris: 1 loài (Chionomitris thibetana).
    - Astragalinus: 3 loài.
    - Spinus: 4 loài.
    - Sporagra: 13 loài.